# Криничанська селищна рада (Криничанський район)
Кринича́нська се́лищна ра́да — адміністративно-територіальна одиниця та орган місцевого самоврядування у Криничанському районі Дніпропетровської області. Адміністративний центр — селище міського типу Кринички.

## Загальні відомості
Криничанська селищна рада розташована в східній частині Криничанського району Дніпропетровської області.
- Територія ради: 139,54 км²
- Населення ради: 7 497 осіб (станом на 2001 рік)

## Населені пункти
Селищній раді підпорядковані населені пункти:
- смт Кринички
- с. Гримуче
- с. Новопідгірне
- с. Новопушкарівка
- с. Одарівка
- с. Суворовське
- с. Червоний Яр
- с. Чернече
- с. Яблуневе

## Склад ради
Рада складається з 30 депутатів та голови.
- Голова ради: Лісовий Ігор Федорович
- Секретар ради: Крохмаль Віра Володимирівна

### Керівний склад попередніх скликань
| Прізвище, ім'я, по батькові  | Основні відомості                                                        | Дата обрання | Дата звільнення |
| ---------------------------- | ------------------------------------------------------------------------ | ------------ | --------------- |
| Домінюк Володимир Васильович | Селищний голова, 1967 року народження                                    | 26.03.2006   | 31.10.2010      |
| Лісовий Ігор Федорович       | Селищний голова, 1968 року народження, освіта вища, член Партії регіонів | 31.10.2010   |                 |

Примітка: таблиця складена за даними сайту Верховної Ради України

### Депутати
За результатами місцевих виборів 2010 року депутатами ради стали:

#### За суб'єктами висування
| Суб'єкт висування | Кількість обраних депутатів | %   |
| ----------------- | --------------------------- | --- |
| Самовисування     | 27                          | 90  |
| Партія регіонів   | 2                           | 6,7 |
| Народна партія    | 1                           | 3,3 |

#### За округами
| № округу        | Прізвище, ім'я, по батькові      | Дата визнання обраним | Освіта             | Партійна приналежність | Відомості про обраного депутата                                                                 |
| --------------- | -------------------------------- | --------------------- | ------------------ | ---------------------- | ----------------------------------------------------------------------------------------------- |
| Народна Партія  |                                  |                       |                    |                        |                                                                                                 |
| 1               | Зайва Ірина Анатоліївна          | 03.11.2010            | вища               | член Народної партії   | управління агропромислового розвитку райдержадміністрації, завідувачка сектору                  |
| Партія регіонів |                                  |                       |                    |                        |                                                                                                 |
| 12              | Лізанець Інна Володимирівна      | 03.11.2010            | вища               | член Партії регіонів   | тимчасово не працює                                                                             |
| 30              | Бондаренко Володимир Степанович  | 03.11.2010            | середня спеціальна | член Партії регіонів   | цех електрозв'язку № 6 ФСЕЗ ВАТ «Укртелеком», інженер з пожежної безпеки                        |
| Самовисування   |                                  |                       |                    |                        |                                                                                                 |
| 2               | Дєдова Інна Олексіївна           | 03.11.2010            | вища               | позапартійна           | КП Криничанської селищної ради «Комунальник», в.о.директора                                     |
| 3               | Ганжа Людмила Анатоліївна        | 03.11.2010            | середня спеціальна | позапартійна           | Криничанська селищна рада, спеціаліст І категорії бухгалтер обліку                              |
| 4               | Жалко Людмила Миколаївна         | 03.11.2010            | середня спеціальна | член Партії регіонів   | тимчасово не працює                                                                             |
| 5               | Крохмаль Віра Володимирівна      | 03.11.2010            | вища               | позапартійна           | Криничанська селищна рада, секретар                                                             |
| 6               | Троценко Вікторія Василівна      | 03.11.2010            | вища               | позапартійна           | приватний підприємець                                                                           |
| 7               | Ніколайчук Валентина Василівна   | 03.11.2010            | середня спеціальна | позапартійна           | Криничанська ЦРЛ, фельдшер                                                                      |
| 8               | Литвиненко Іван Іванович         | 03.11.2010            | середня спеціальна | позапартійний          | Криничанська селищна рада, спеціаліст І категорії з земельних питань                            |
| 9               | Зайченко Світлана Іванівна       | 03.11.2010            | середня спеціальна | позапартійна           | Криничанська селищна рада, спеціаліст І категорії, бухгалтер                                    |
| 10              | Бибик Валентина Григорівна       | 03.11.2010            | середня спеціальна | позапартійна           | відділ освіти райдержадміністрації, начальник господарської групи                               |
| 11              | Євстигнєєва Олена Михайлівна     | 03.11.2010            | вища               | позапартійна           | комунальне підприємство «Редакція газети „Нові рубежі“ та радіомовлення», завідувачка відділу   |
| 13              | Оробченко Сергій Степанович      | 03.11.2010            | вища               | позапартійний          | управління праці та соціального захисту населення райдержадміністрації, головний спеціаліст     |
| 14              | Янченко Анатолій Іванович        | 03.11.2010            | середня            | позапартійний          | пенсіонер                                                                                       |
| 15              | Бовт Валентина Володимирівна     | 03.11.2010            | вища               | позапартійна           | Криничанська селищна рада, головний бухгалтер                                                   |
| 16              | Хмелюк Юлія Юхимівна             | 03.11.2010            | середня спеціальна | позапартійна           | Криничанська райдержадміністрація, головний спеціаліст юридичного сектору                       |
| 17              | Ніколенко Тетяна Анатоліївна     | 03.11.2010            | вища               | позапартійна           | Криничанський дошкільний навчальний заклад «Вишенька», завідувачка                              |
| 18              | Сербін Олександр Дмитрович       | 03.11.2010            | середня спеціальна | позапартійний          | Дніпродзержинське УЕГГ, інженер ВТВ                                                             |
| 19              | Остапенко Олена Василівна        | 03.11.2010            | середня спеціальна | позапартійна           | тимчасово не працює                                                                             |
| 20              | Ревута Наталія Володимирівна     | 03.11.2010            | вища               | позапартійна           | управління праці та соціального захисту населення райдержадміністрації, спеціаліст І ікатегорії |
| 21              | Бондарчук Василь Васильович      | 03.11.2010            | вища               | позапартійний          | пенсіонер                                                                                       |
| 22              | Михайліченко Наталія Анатоліївна | 03.11.2010            | вища               | член Народної партії   | управління агропромислового розвитку райдержадміністрації, головний спеціаліст                  |
| 23              | Клименко Алла Володимирівна      | 03.11.2010            | середня спеціальна | позапартійна           | Дніпродзержинське УЕГГ, майстер                                                                 |
| 24              | Яцкевич Лідія Іванівна           | 03.11.2010            | середня спеціальна | позапартійна           | пенсіонер                                                                                       |
| 25              | Харлашина Ірина Юріївна          | 03.11.2010            | вища               | позапартійна           | Криничанська селищна рада, спеціаліст І категорії з земельних питань                            |
| 26              | Троцький Станіслав Іванович      | 03.11.2010            | середня спеціальна | член Партії регіонів   | пенсіонер                                                                                       |
| 27              | Пустовий Іван Іванович           | 03.11.2010            | вища               | позапартійний          | СТОВ «Лада», головний інженер                                                                   |
| 28              | Коломоєць Ігор Іванович          | 03.11.2010            | середня спеціальна | позапартійний          | Криничанський РЕМ, електромонтер                                                                |
| 29              | Ємельянова Зінаїда Дмитрівна     | 03.11.2010            | середня            | позапартійна           | СТОВ «Лада», головний бухгалтер                                                                 |

## Соціальна сфера
На території селищної ради знаходяться такі об'єкти соціальної сфери:
- Криничанський дошкільний навчальний заклад «Сонечко»;
- Криничанський дошкільний навчальний заклад «Вишенька»;
- Криничанська середня загальноосвітня школа № 1;
- Криничанська середня загальноосвітня школа № 2;
- Криничанський Центр учнівської молоді;
- Районний комунальний заклад охорони здоров'я «Криничанська центральна районна лікарня»;
- Одарівський фельдшерсько — акушерський пункт;
- Новопушкарівський фельдшерсько -акушерський пункт;
- Районний комунальний заклад культури «Криничанський будинок культури»;
- Одарівський сільський клуб;
- Новопушкарівський сільський клуб;
- Районний комунальний заклад культури «Криничанська центральна районна бібліотека для дорослих»;
- Районний комунальний заклад культури «Криничанська центральна районна бібліотека для дітей»;
- Одарівська сільська бібліотека;
- Новопушкарівська сільська бібліотека;
- Районний комунальний заклад культури «Криничанська дитяча музична школа».